# Donald à la kermesse
Série Donald Duck
Pour plus de détails, voir Fiche technique et Distribution.
Donald à la kermesse (A Good Time for a Dime) est un court métrage d'animation américain des studios Disney avec Donald Duck, sorti le 9 mai 1941.

## Synopsis
Dans une kermesse, Donald tente de gagner le premier prix.

## Fiche technique
- Titre original : A Good Time for a Dime
- Titre français : Donald à la kermesse
- Série : Donald Duck
- Réalisation : Dick Lundy
- Scénario :
- Animation :
- Musique : Leigh Harline
- Production : Walt Disney
- Société de production : Walt Disney Productions
- Société de distribution : RKO Radio Pictures
- Format : Couleur (Technicolor) - 1,37:1 - Son mono (RCA Sound System)
- Durée : 8 min
- Langue : Anglais
- Pays :  États-Unis
- Dates de sortie : États-Unis : 9 mai 1941[1]

## Voix originales
- Clarence Nash : Donald

## Commentaires
Dans ce film, Daisy Duck interprète une parodie de la célèbre Danse des sept voiles de Salomé au travers d'un kinétoscope.

## Titre en différentes langues
D'après IMDb:
- Suède : Kalle Anka på tivoli ; Kalle på nöjesfältet

## Sorties DVD
- Les Trésors de Walt Disney : Donald de A à Z, 1re partie (1934-1941).